# Banbridge Town FC
Banbridge Town FC is een Noord-Ierse voetbalclub uit Banbridge. De club werd opgericht in 1947.